# سيدي المختار (سيد المختار)
سيدي المختار هي إحدى مشيخات المملكة المغربية، تتبع جغرافيا لإقليم شيشاوة وإداريًا لسيد المختار. يقدر عدد سكانها بـ 3521 نسمة حسب الإحصاء الرسمي للسكان والسكنى لسنة 2004.